# Eagle Lake (Minnesota)
Eagle Lake – miasto w Stanach Zjednoczonych, w stanie Minnesota, w hrabstwie Blue Earth.